# Boguszowice (gmina)

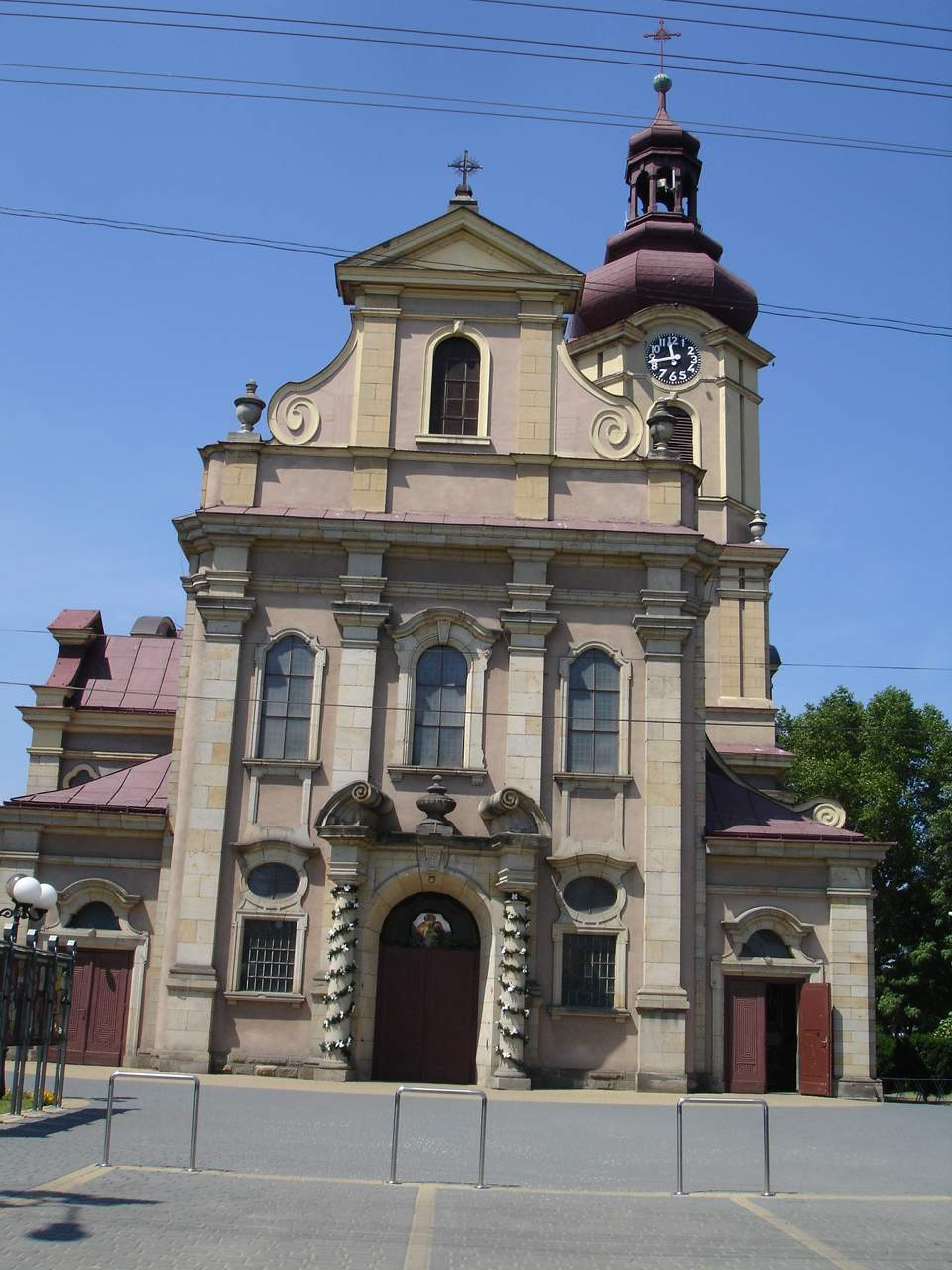
Kościół w Boguszowicach

Boguszowice – dawna gmina wiejska istniejąca w latach 1945–1954 w woj. śląskim, katowickim i stalinogrodzkim (dzisiejsze woj. śląskie). Siedzibą władz gminy były Boguszowice (obecnie dzielnica Rybnika).
Gmina zbiorowa Boguszowice  powstała 1 grudnia 1945 z obszaru zniesionych gmin jednostkowych Boguszowice (bez b. obszaru dworskiego Rybnik-Nadleśnictwo, tzw. Lasy Judasza, który włączono do gminy Jankowice Rybnickie), Folwarki, Gotartowice, Kłokocin, Rój i Rowień (bez kolonii Wygoda, którą włączono do miasta Żory) w powiecie rybnickim w woj. śląskim (śląsko-dąbrowskim). Według stanu z 1 stycznia 1946 gmina składała się z 6 gromad: Boguszowice, Gotartowice, Folwarki, Kłokocin, Rowień i Rój. 
25 listopada 1946 zmieniono skład gminy włączając do niej obszar zniesionej gromady Boguszowice (osiedle) z gminy Jankowice Rybnickie, którą zintergrowano z gromadą Boguszowice (Stare).
6 lipca 1950 zmieniono nazwę woj. śląskiego na katowickie, a 9 marca 1953 kolejno na woj. stalinogrodzkie.
Według stanu z 1 lipca 1952 gmina składała się w dalszym ciągu z 6 gromad (bez zmian).
Gmina została zniesiona 29 września 1954 wraz z reformą wprowadzającą gromady w miejsce gmin. Boguszowice uzyskały kolejno status gromady (5 października 1954), osiedla (13 listopada 1954) i miasta (18 lipca 1962); włączono do nich Kłokocin i Gotartowice. 27 maja 1975 miasto stało się częścią Rybnika.